# Lamara Tsjkonia
Lamara Tsjkonia (Georgisch: ლამარა ჭყონია) (Batoemi, 27 december 1930 – Madrid, 14 maart 2024) was een prominente sopraan uit Georgië. Tsjkonia behoorde bij leven tot een kring van operazangers die een belangrijke bijdrage leverden aan de vocale cultuur van Georgië en de voormalige Sovjet-Unie. Ze werd in 2011 vanwege deze verdiensten door de Georgische president Micheil Saakasjvili bekroond met de Orde van Excellentie. In haar carrière won ze vele prijzen. Tsjkonia woonde in Spanje. Ze kreeg een dochter Eteri Lamoris, die een eveneens gelauwerd operazangeres werd.
Tsjkonia overleed op 14 maart 2024 op 93-jarige leeftijd.
- Gemeinsame Normdatei: 129642312
- International Standard Name Identifier: 0000 0001 1491 3247
- Library of Congress Control Number: n95034785
- Nationale Bibliotheek van Letland: 000207575
- MusicBrainz: 3c081e4c-b937-4a57-8915-fab6a628019c
- Virtual International Authority File: 47847430
- WorldCat: E39PBJtcFJ7qgqtbjWDVgD4cyd